# Louis Carrogis Carmontelle
Louis Carrogis Carmontelle (15 de Agosto de 1717 – 26 de Dezembro de 1806) foi um dramaturgo, pintor e arquiteto da França.